# Subbotina
Subbotina es un género de foraminífero planctónico de la familia Catapsydracidae, de la superfamilia Globorotalioidea, del suborden Globigerinina y del orden Globigerinida. Su especie tipo es Globigerina triloculinoides. Su rango cronoestratigráfico abarca desde el Daniense (Paleoceno inferior) hasta el Rupeliense (Oligoceno inferior).

## Descripción
Subbotina incluía especies de foraminíferos planctónicos con conchas trocoespiraladas, globigeriniformes, con pocas cámaras en la última vuelta (generalmente 3 o 3,5 cámaras); sus cámaras eran subesféricas o subglobulares; sus suturas intercamerales eran incididas; su contorno ecuatorial era lobulado, y de subredondeado a subcuadrado; su periferia era redondeada; su ombligo era estrecho; su abertura principal era interiomarginal, intraumbilical, con forma de arco asimétrico y rodeada con un labio grueso o diente; presentaban pared calcítica hialina, perforada con poros en copa y superficie reticulada y espinosa, con crestas interporales de desarrollo variable y bases de espinas.

## Discusión
Clasificaciones posteriores han incluido Subbotina en la familia Eoglobigerinidae y en la superfamilia Eoglobigerinoidea. Algunos autores han considerado Subbotina un sinónimo subjetivo posterior de Globigerina.

## Paleoecología
Subbotina incluía especies con un modo de vida planctónico, de distribución latitudinal cosmopolita, y habitantes pelágicos de aguas intermedias a profundas (medio mesopelágico superior a batipelágico superior).

## Clasificación
Se han descrito numerosas especies de Subbotina. Entre las especies más interesantes o más conocidas destacan:
- Subbotina angiporoides †
- Subbotina eocaena †
- Subbotina gortanii †
- Subbotina hornibrooki †
- Subbotina linaperta †
- Subbotina lozanoi †
- Subbotina minima †
- Subbotina praeturritilina †
- Subbotina triangularis †
- Subbotina triloculinoides †
- Subbotina utilisindex †
- Subbotina velascoensis †

Un listado completo de las especies descritas en el género Subbotina puede verse en el siguiente anexo.